# Демчук, Сергей Васильевич
Сергей Васильевич Демчук (22 января 1963) — советский и российский футболист, полузащитник. Сыграл более 300 матчей за «Томь» (Томск).

## Биография
Начал выступать на взрослом уровне в 16-летнем возрасте в составе команды «Манометр» (ныне — «Томь») во второй лиге. В 1981 году сыграл 3 матча и забил один гол за дубль московского «Динамо» в первенстве дублёров, затем вернулся в Томск, где выступал до 1983 года. В 1984 году играл за воронежский «Факел», ставший победителем первой лиги, но не был основным игроком команды, сыграл 12 матчей, во всех из них выходил на замену.
С 1985 по 1994 годы бессменно играл за «Томь». В общей сложности за томский клуб в первенствах СССР и России за 15 сезонов (1979—1983, 1985—1994) сыграл 345 матчей и забил 22 гола, а во всех турнирах — 359 матчей и 23 гола.
В конце карьеры провёл один сезон в составе кемеровского «Кузбасса».
После окончания игровой карьеры несколько лет работал в детской школе «Томи». Был одним из первых тренеров обладателя Кубка России Евгения Чернова.